# Chlorocnemis nigripes
Chlorocnemis nigripes är en trollsländeart. Chlorocnemis nigripes ingår i släktet Chlorocnemis och familjen Protoneuridae. IUCN kategoriserar arten globalt som livskraftig.

## Underarter
Arten delas in i följande underarter:
- C. n. coeruleocauda
- C. n. nigripes